# Guillaume Évrard
Guillaume Évrard (Luik, 1709 - Tilleur, 10 juli 1793) was een 18e-eeuwse beeldhouwer die voornamelijk actief was in het prinsbisdom Luik. Samen met Jean Del Cour, Cornelis van der Veken, Arnold de Hontoire, Jacques Vivroux en François-Joseph Dewandre kan hij gerekend worden tot de belangrijkste barokbeeldhouwers in het prinsbisdom Luik.

## Biografische schets
Over het leven van Guillaume Évrard is weinig bekend. Hij werd geboren als zoon van Gilles Évrard en Jeanne Admet en kreeg zijn opleiding in het atelier van Renier Panhay de Rendeux en later bij Simon Cognoulle. In 1738 vertrok Évrard voor een uitgebreide studiereis naar Italië, waar hij enige jaren werkte voor de beeldhouwer Giovanni Battista Maini (1690-1752). In het prentenkabinet van het museum Grand Curtius in Luik bevinden zich enkele tientallen schetsen van zijn hand uit deze periode.
Na zijn terugkeer in 1744 vestigde hij zich te Luik, waar hij vrijwel direct de eervolle opdracht ontving voor het grafmonument van prins-bisschop George Lodewijk van Bergen voor de Luikse kathedraal. In de jaren daarop kreeg hij talloze eervolle opdrachten, ook van de opvolgers van Van Bergen. De hoogproost van het Sint-Lambertuskapittel, De Wansoulle, trad jarenlang op als beschermheer van Évrard.
Zijn oude dag bracht Évrard, op uitnodiging van Karel Nicolaas Alexander d'Oultremont, deels door op diens zomerkasteel in Seraing. In 1775 benoemde prins-bisschop Franciscus Karel van Velbrück hem tot deken van de nieuw opgerichte kunstacademie van Luik. In 1779 werd hij lid door de eveneens door Velbrück opgerichte vrijzinnige sociëteit Société d'Émulation. In 1784, op 75-jarige leeftijd, trok Évrard zich terug in Tilleur, waar hij negen jaar later overleed.

## Werken

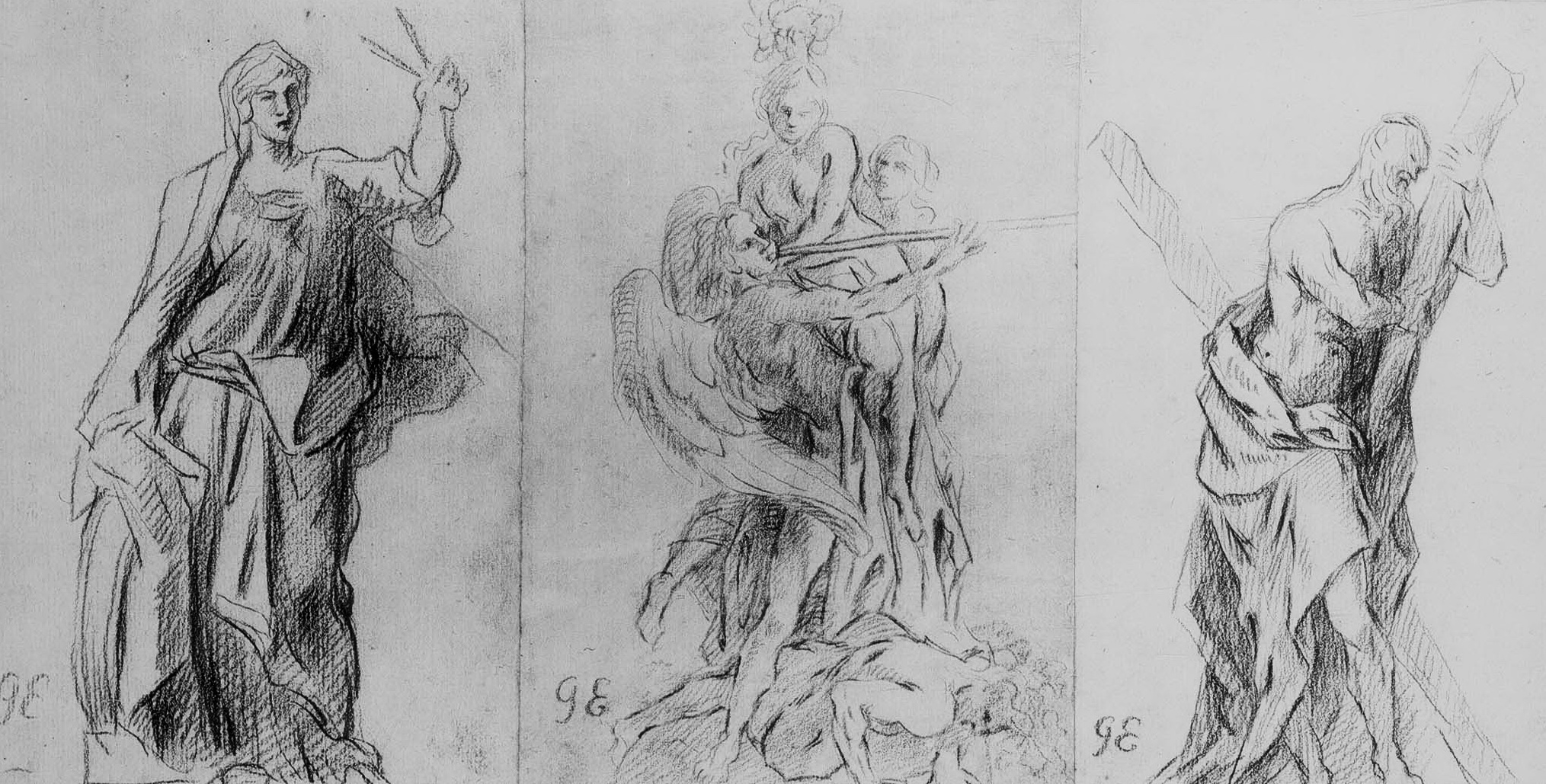
Enkele studieschetsen (ca. 1740)

- Grafmonument voor prins-bisschop George Lodewijk van Bergen (1744; oorspronkelijk in de Sint-Lambertuskathedraal - grotendeels vernield, in 2002 gereconstrueerd in de kloostergang van de Sint-Pauluskathedraal).
- Beelden van paus Gregorius I en Johannes Nepomucenus (1746) in de Sint-Denijskerk in Luik.
- Grafmonument voor prins-bisschop Johan Theodoor van Beieren (1763; geheeld vernield).
- Delen van het hoofdaltaar en stucreliëf Triomf van de H. Norbertus (ca. 1770) in het koor van Premonstratenzerkerk, tegenwoordig de kerk van het Groot Seminarie van Luik.
- Twaalf supraportes met portretmedaillons van apostelen in het Groot Seminarie van Luik.
- Grafmonument voor prins-bisschop Karel Nicolaas Alexander d'Oultremont (1772; verplaatst naar de kapel van het kasteel van Warfusée).
- Beelden van Maria, Maagd der Smarten, en Christus aan de geselkolom in de Heilig-Kruiskerk in Luik.
- Beelden van triomferende Christus en H. Helena in de Sint-Martinuskerk in Ans.
- Zes heiligenbeelden voor de kerk van Spa.
- Beelden van de vier evangelisten in de Basiliek van Sint-Hubertus in Saint-Hubert.
- Beeld van Sint-Sebastiaan in de Sint-Martinuskerk in Awenne.
- Beelden van Sint-Jozef met Kind, Sint-Stefanus, Sint-Barbara en Sint-Lucia in de Sint-Clemenskerk in Oerle.
- Gebeeldhouwde eikenhouten lambriseringen in de Sint-Hubertuskerk in Soumagne.
- Christus aan de geselkolom (1759) en geketende bronzen Prometheus (toeschrijving) in het museum Grand Curtius in Luik.
- Terracotta beeldjes van Mozes, Sint-Sebastiaan en Hercules in de collectie van het voormalige Musée de l'Art Wallon, thans Museum voor Schone Kunsten in Luik.

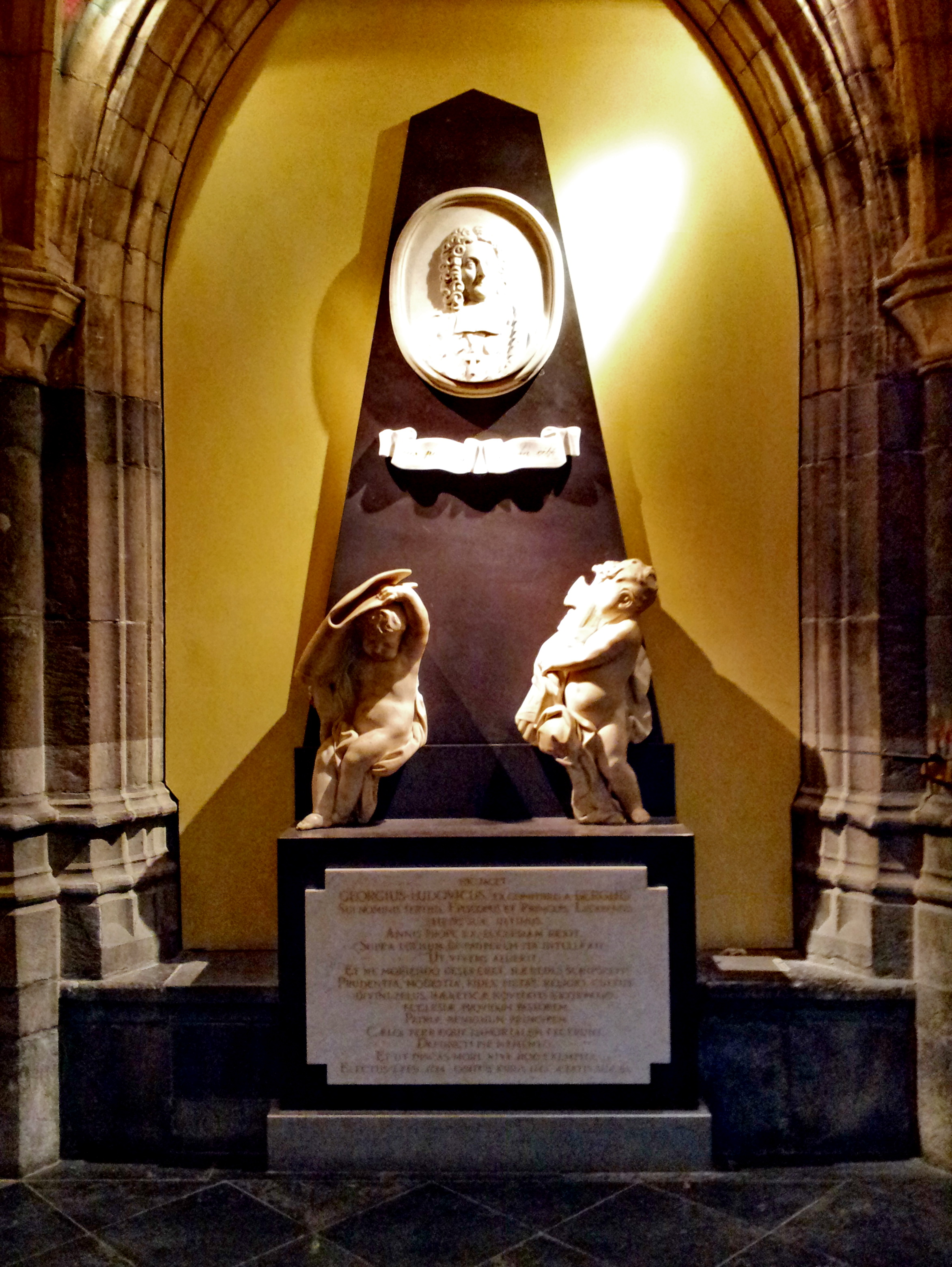
Reconstructie grafmonument (1744)
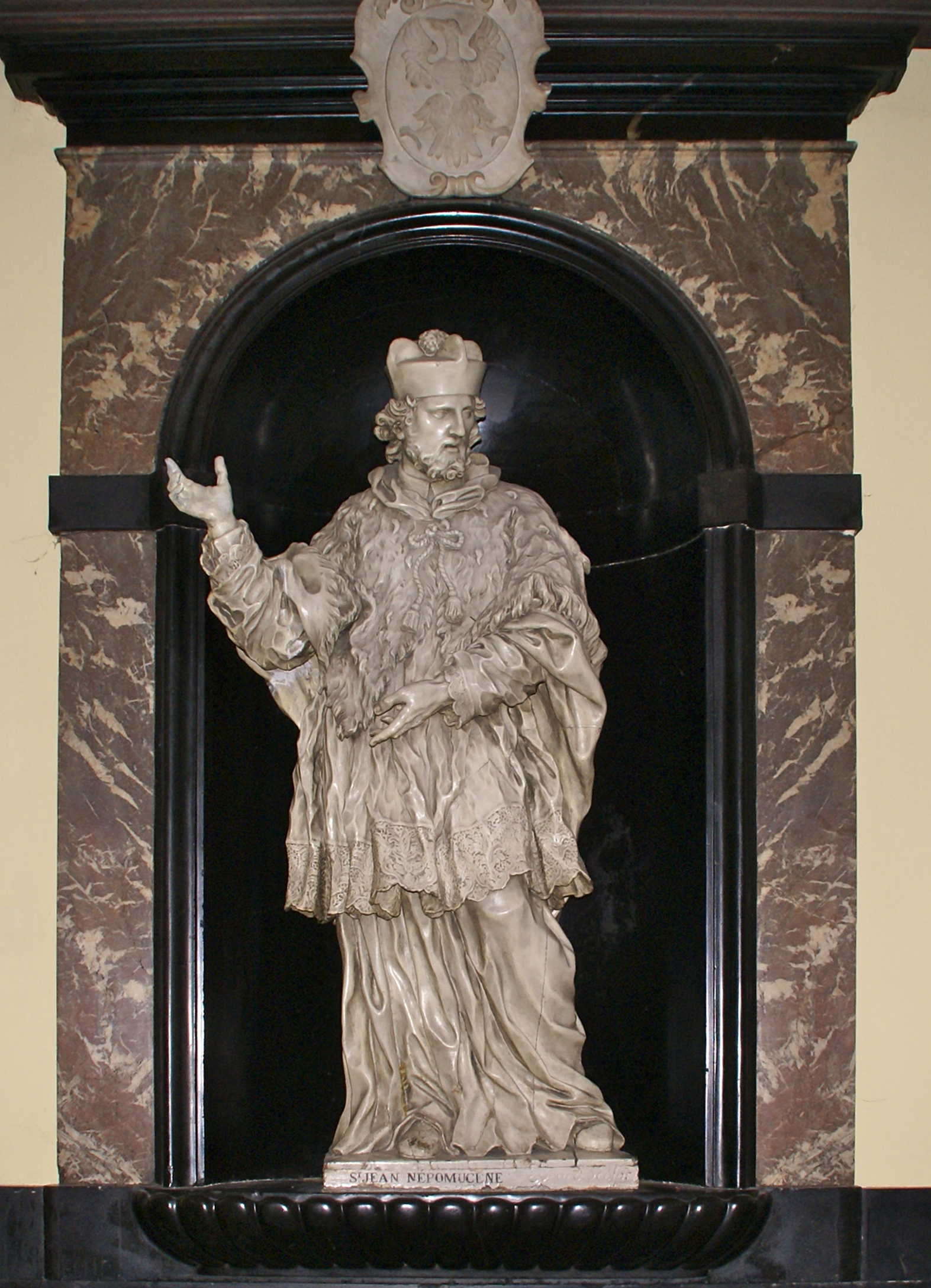
Beeld Johannes Nepomucenus (1746)
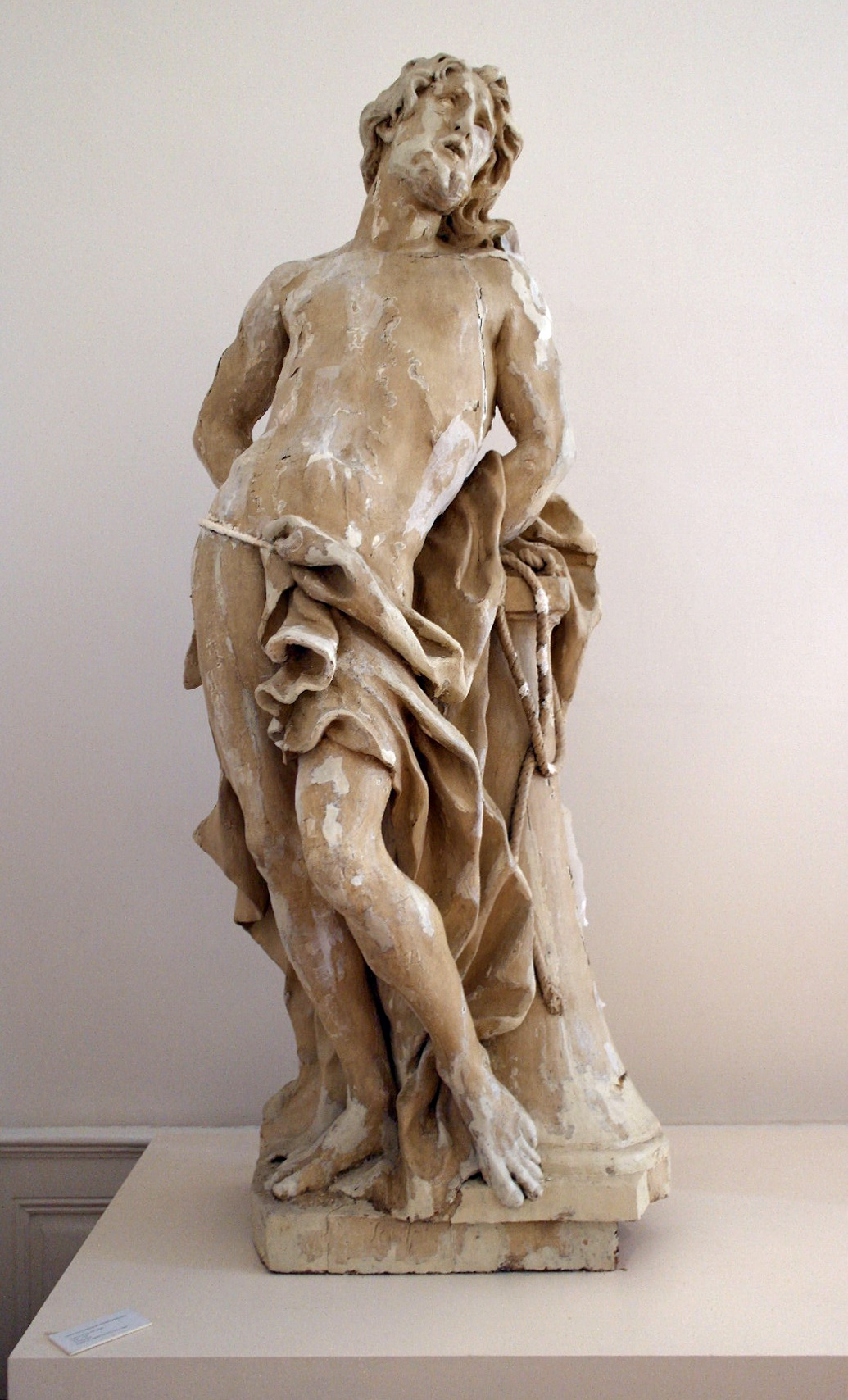
Christus aan de geselkolom (1759)
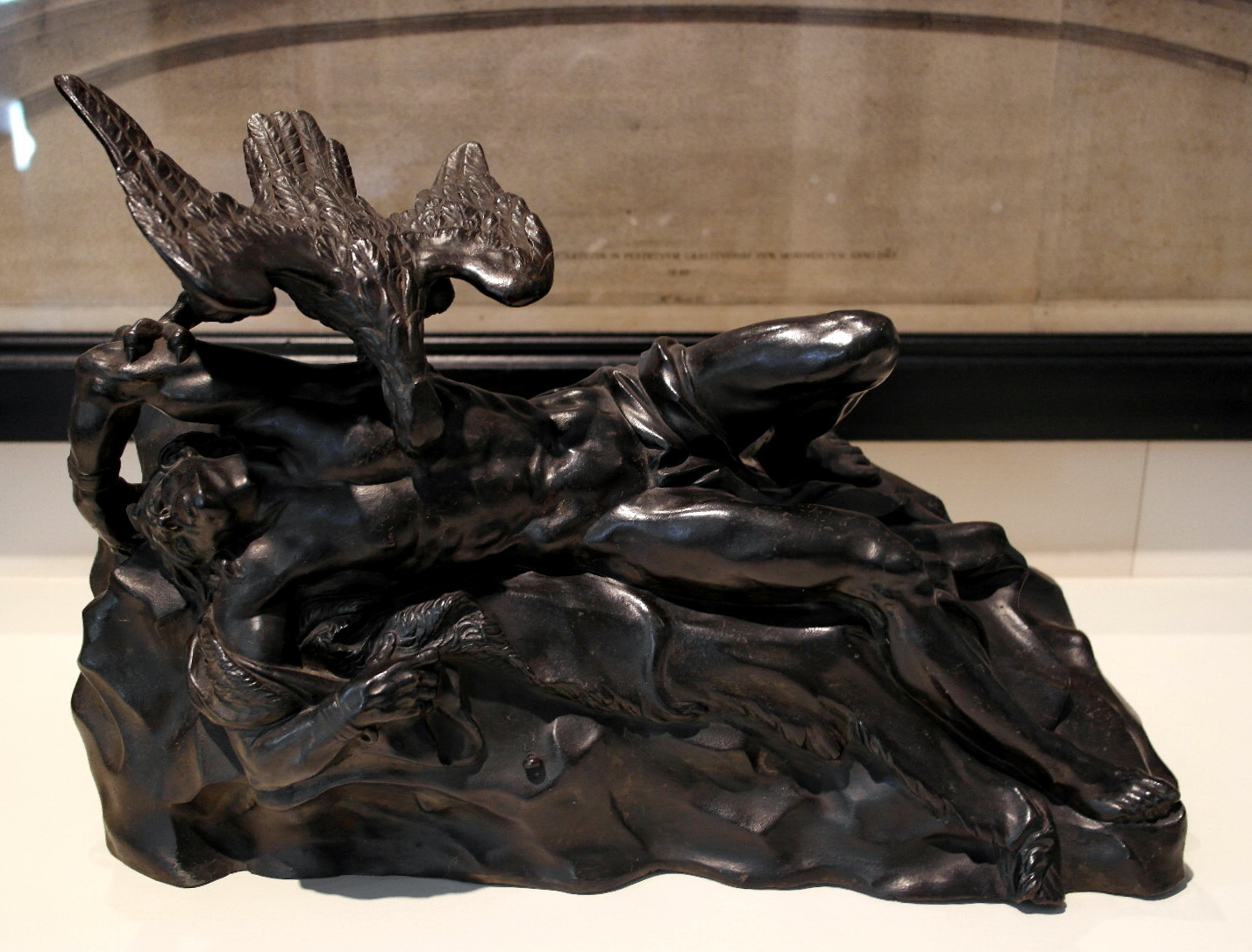
Geketende Prometheus (toeschr.)